# شیرجه در المپیک تابستانی ۲۰۰۸

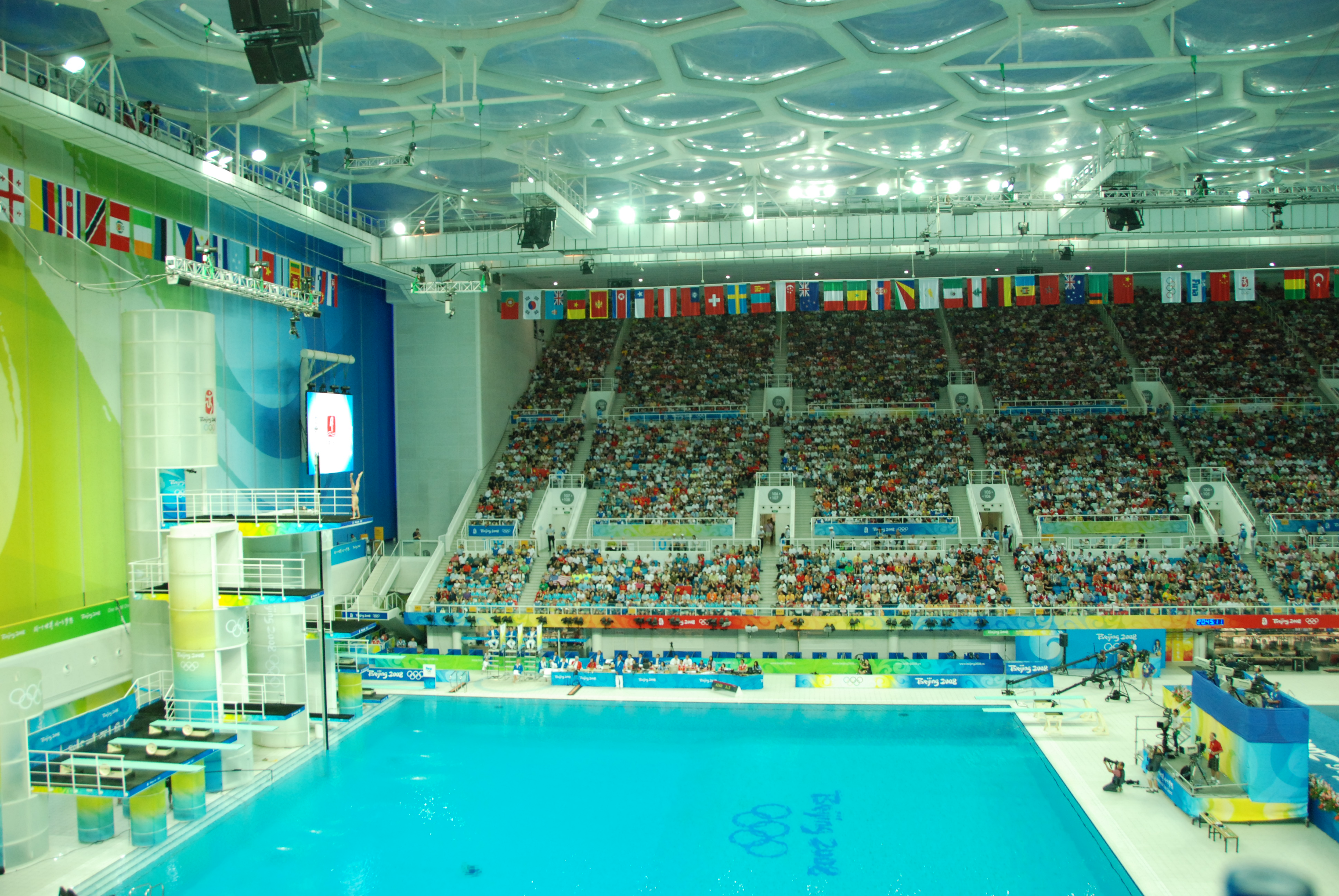
محل برگزاری مسابقات شیرجه زنی - 2008 پکن

مسابقات شیرجه در بازی‌های المپیک تابستانی ۲۰۰۸ پکن  بین ۱۰ اوت تا ۲۳ اوت در مرکز ملی ورزش‌های آبی پکن برگزار شد.

## نوع مسابقات
این مسابقات در بخش‌های زیر و در دو بخش زنان و مردان برگزار شد:
- ۳ متر فنری موزون
- ۱۰ متر سکوی موزون
- ۳ متر فنر
- ۱۰ متر سکو

## جدول مدال‌ها
از وب‌گاه رسمی المپیک گرفته شده‌است.
| رتبه  | کشورها         | طلا | نقره | برنز | مجموع |
| ۱     | چین (CHN)      | ۷   | ۱    | ۳    | ۱۱    |
| ۲     | استرالیا (AUS) | ۱   | ۱    | ۰    | ۲     |
| ۳     | روسیه (RUS)    | ۰   | ۳    | ۲    | ۵     |
| ۴     | کانادا (CAN)   | ۰   | ۲    | ۰    | ۲     |
| ۵     | آلمان (GER)    | ۰   | ۱    | ۱    | ۲     |
| ۶     | مکزیک (MEX)    | ۰   | ۰    | ۱    | ۱     |
| ۶     | اوکراین (UKR)  | ۰   | ۰    | ۱    | ۱     |
| مجموع | مجموع          | ۸   | ۸    | ۸    | ۲۴    |

### مردان
| Event                            | طلا                          | نقره                                     | برنز                                        |
| 3 metre springboard              | He Chong · چین               | الکساندر دپاتی · کانادا                  | Qin Kai · چین                               |
| 10 metre platform                | متیو میتچام · استرالیا       | Zhou Lüxin · چین                         | Gleb Galperin · روسیه                       |
| Synchronized 3 metre springboard | Wang Feng · و Qin Kai · چین  | Dmitri Sautin · و Yuriy Kunakov · روسیه  | Illya Kvasha · و Oleksiy Prygorov · اوکراین |
| Synchronized 10 metre platform   | لین یو · and Huo Liang · چین | پاتریک هاوسدینگ · و Sascha Klein · آلمان | Gleb Galperin · و Dmitriy Dobroskok · روسیه |

### زنان
| Event                            | طلا                               | نقره                                               | برنز                                     |
| 3 metre springboard              | گوو جینگ‌جینگ · چین                | Yuliya Pakhalina · روسیه                           | وو مینکسیا · چین                         |
| 10 metre platform                | چن رولین · چین                    | Émilie Heymans · کانادا                            | Wang Xin · چین                           |
| Synchronized 3 metre springboard | گوو جینگ‌جینگ · و وو مینکسیا · چین | Yuliya Pakhalina · و Anastasia Pozdnyakova · روسیه | Ditte Kotzian · و Heike Fischer · آلمان  |
| Synchronized 10 metre platform   | Wang Xin · and چن رولین · چین     | Briony Cole · و Melissa Wu · استرالیا              | Paola Espinosa · و Tatiana Ortiz · مکزیک |